# Monas Hieroglyphica

Die Monas Hieroglyphica nach John Dee

Die Monas Hieroglyphica (auch Die Hieroglyphische Monade oder Monas Glyphe) ist eine mystische Abhandlung von John Dee, die 1564 auf Latein in Antwerpen veröffentlicht wurde. In dieser Abhandlung wird ein gleichnamiges Symbol näher erläutert. In 24 Theoremen legt er die tiefere Bedeutung dieses Symbols dar, in der Robert Fludd eine kosmische Einheit mystischer Aspekte aus Astrologie, Astronomie und Alchemie versinnbildlicht sieht. Fludd erklärt, wie in der symbolischen Darstellung die traditionellen sieben Planeten und die vier Elemente zu erkennen sind (Vgl. Theorem X und XII). Ferner weist er auf zwei für ihn bedeutsame Tierkreiszeichen hin (Vgl. Theorem XV zu Aries und Taurus).
Im 17. Jahrhundert findet das Symbol eine weitere Verwendung in der Rosenkreuzer-Bewegung. 1616 taucht die Monas Hieroglyphica erneut in einer rosenkreuzerischen Schrift, der Chymischen Hochzeit, auf. Damit hat sich Dee einen Platz in der Geschichte der neuen Rosenkreuzerbewegungen gesichert.

## Spätere Ausgaben
- in Theatrum Chemicum 1659
- Übersetzung von J. W. Hamilton Jones: The hieroglyphic monad, London 1847 und C. H. Josten A translation of John Dee’s "Monas Hieroglyphica", Ambix, Band 12, 1964, S. 83–221